# Liste du patrimoine immobilier classé de Charleroi
Cette page regroupe l'ensemble du patrimoine immobilier classé de la ville belge de Charleroi.
| Objet                                                                          | Année de construction / Architecte                 | Adresse                                 | Section communale     | Coordonnées                      | Numéro d’inventaire | Illustration                                     |
| ------------------------------------------------------------------------------ | -------------------------------------------------- | --------------------------------------- | --------------------- | -------------------------------- | ------------------- | ------------------------------------------------ |
| Église Saint-Christophe                                                        | 1667 ; 1958 Joseph André (transformations de 1958) | Place Vauban                            | Charleroi             | 50° 24′ 43″ nord, 4° 26′ 43″ est | 52011-CLT-0001-01   | Église Saint-Christophe                          |
| Caserne caporal Trésignies                                                     | 1887                                               | Boulevard Général Michel n°1b           | Charleroi             | 50° 24′ 40″ nord, 4° 27′ 03″ est | 52011-CLT-0003-01   | Caserne caporal Trésignies                       |
| Église Saint-Laurent de Couillet                                               |                                                    |                                         | Couillet              | 50° 23′ 41″ nord, 4° 28′ 00″ est | 52011-CLT-0005-01   | Église Saint-Laurent                             |
| Chapelle Saint-Ghislain de Dampremy                                            |                                                    | Rue Vieille église                      | Dampremy              | 50° 24′ 49″ nord, 4° 25′ 35″ est | 52011-CLT-0007-01   | Chapelle Saint-Ghislain                          |
| Domaine du Bois-Lombut                                                         | 1869 Édouard Keilig                                |                                         | Gosselies             | 50° 27′ 53″ nord, 4° 26′ 43″ est | 52011-CLT-0008-01   | Image manquanteTéléverser                        |
| Église Saint-Jean Baptiste                                                     |                                                    | Rue Berlière                            | Gosselies             | 50° 27′ 55″ nord, 4° 25′ 47″ est | 52011-CLT-0011-01   | Église Saint-Jean Baptiste                       |
| Chapelle Notre-Dame de Heigne                                                  |                                                    | Place du Prieuré                        | Jumet                 | 50° 26′ 45″ nord, 4° 24′ 22″ est | 52011-CLT-0012-01   | Chapelle Notre-Dame de Heigne                    |
| Église Saint-Sulpice                                                           | 1750-1753                                          | Place du Chef-lieu                      | Jumet                 | 50° 27′ 03″ nord, 4° 25′ 34″ est | 52011-CLT-0013-01   | Église Saint-Sulpice                             |
| Chapelle Notre-Dame des Affligés                                               | 1677 ; 1707                                        | Rue de Gosselies                        | Jumet                 | 50° 27′ 17″ nord, 4° 25′ 41″ est | 52011-CLT-0014-01   | Chapelle Notre-Dame des Affligés                 |
| Église Saint-Martin                                                            |                                                    | Rue de l'Ange                           | Marcinelle            | 50° 24′ 01″ nord, 4° 26′ 54″ est | 52011-CLT-0016-01   | Église Saint-Martin                              |
| Château Bilquin-de Cartier                                                     |                                                    | Place du Perron                         | Marchienne-au-Pont    | 50° 24′ 33″ nord, 4° 22′ 49″ est | 52011-CLT-0017-01   | Château Bilquin-de Cart                          |
| Chapelle du Calvaire                                                           |                                                    | Place Albert Ier                        | Montignies-sur-Sambre | 50° 24′ 03″ nord, 4° 28′ 52″ est | 52011-CLT-0018-01   | Chapelle du Calvaire                             |
| Château de Monceau-sur-Sambre                                                  | XVIIe siècle                                       | Place Louis de Gonzague                 | Monceau-sur-Sambre    | 50° 24′ 24″ nord, 4° 23′ 38″ est | 52011-CLT-0022-01   | Château de Monceau-sur-Sambre                    |
| Château Bilquin-de Cartier (environnement)                                     | XVIIe siècle                                       | Place du Perron                         | Marchienne-au-Pont    | 50° 24′ 24″ nord, 4° 23′ 37″ est | 52011-CLT-0023-01   | Château Bilquin-de Cartier                       |
| Église Notre-Dame de l'Assomption                                              | 1785                                               |                                         | Roux                  | 50° 26′ 28″ nord, 4° 23′ 33″ est | 52011-CLT-0025-01   | Église Notre-Dame de l'Assomption                |
| Terrils du Martinet                                                            |                                                    |                                         | Roux                  | 50° 25′ 49″ nord, 4° 23′ 04″ est | 52011-CLT-0026-01   | Terrils du Martinet                              |
| Prieuré Saint-Michel de Sart-les-Moines                                        |                                                    | Rue du Canal                            | Roux                  | 50° 27′ 20″ nord, 4° 24′ 16″ est | 52011-CLT-0028-01   | Prieuré Saint-Michel de Sart-les-Moines          |
| Porte de Waterloo ou de la Belle Alliance et deux bornes marquées G137 et G138 |                                                    | Rue Petite Aise, 33                     | Montignies-sur-Sambre | 50° 25′ 22″ nord, 4° 27′ 59″ est | 52011-CLT-0029-01   | Porte de Waterloo ou de la Belle Alliance        |
| Bois du Prince                                                                 |                                                    |                                         | Marcinelle            | 50° 22′ 34″ nord, 4° 27′ 42″ est | 52011-CLT-0030-01   | Image manquanteTéléverser                        |
| Taille de Hublinbu                                                             |                                                    |                                         | Marcinelle            | 50° 22′ 24″ nord, 4° 27′ 20″ est | 52011-CLT-0031-01   | Image manquanteTéléverser                        |
| Vallon du ruisseau de la Fontaine-qui-bout                                     |                                                    |                                         | Marcinelle            | 50° 22′ 09″ nord, 4° 26′ 34″ est | 52011-CLT-0032-01   | Vallon du ruisseau de la Fontaine-qui-bout       |
| Église de la Conversion de saint Paul                                          |                                                    |                                         | Mont-sur-Marchienne   | 50° 23′ 26″ nord, 4° 24′ 22″ est | 52011-CLT-0033-01   | Église de la Conversion de saint Paul            |
| Temple protestant de Charleroi                                                 | 1880 E. Dubois                                     | Boulevard Audent n° 20-22               | Charleroi             | 50° 24′ 34″ nord, 4° 26′ 42″ est | 52011-CLT-0034-01   | Temple protestant                                |
| Charbonnage du Bois du Cazier                                                  |                                                    | Rue du Cazier                           | Marcinelle            | 50° 22′ 54″ nord, 4° 26′ 39″ est | 52011-CLT-0080-01   | Charbonnage du Bois du Cazier                    |
| Tours de l'ancien château-ferme de la Torre                                    |                                                    | Rue Cardinal Mercier                    | Mont-sur-Marchienne   | 50° 23′ 29″ nord, 4° 24′ 26″ est | 52011-CLT-0039-01   | Tours de l'ancien château-ferme de la Torre      |
| Maison du bailli à Charleroi : l'immeuble en totalité                          | 1780                                               | Rue Turenne n°2                         | Charleroi             | 50° 24′ 42″ nord, 4° 26′ 37″ est | 52011-CLT-0040-01   | Maison du bailli                                 |
| Tumulus                                                                        |                                                    | Rue de la Tombe, n°249                  | Marcinelle            | 50° 23′ 18″ nord, 4° 25′ 38″ est | 52011-CLT-0042-01   | Tumulus de Marcinelle                            |
| Galerie, Passage de la Bourse                                                  | 1892 Edmond Legraive                               |                                         | Charleroi             | 50° 24′ 27″ nord, 4° 26′ 26″ est | 52011-CLT-0079-01   | Passage de la Bourse                             |
| Maison Lafleur                                                                 | 1908 François Giuannotte (attribution)             | Boulevard Solvay n°7                    | Charleroi             | 50° 24′ 55″ nord, 4° 26′ 45″ est | 52011-CLT-0044-01   | Maison Lafleur                                   |
| Ancien hôtel des Postes de Charleroi                                           | 1907                                               | Place Verte n°23                        | Charleroi             | 50° 24′ 28″ nord, 4° 26′ 35″ est | 52011-CLT-0047-01   | Ancien hôtel des Postes                          |
| Ancien théâtre Le Varia                                                        | 1910 Eugène Claes                                  | Rue Lambiotte n°3                       | Jumet                 | 50° 26′ 18″ nord, 4° 26′ 12″ est | 52011-CLT-0049-01   | Cinéma-théâtre le Varia                          |
| Coron de l'ancien charbonnage d'Appaumée                                       |                                                    | Rue l'Appaumée, Nos 99 te 113           | Ransart               | 50° 27′ 06″ nord, 4° 29′ 20″ est | 52011-CLT-0051-01   | Coron d'Appaumée                                 |
| Maison Dorée                                                                   | 1899 Albert Frère                                  | Rue Tumelaire n°15                      | Charleroi             | 50° 24′ 40″ nord, 4° 26′ 49″ est | 52011-CLT-0053-01   | Maison Dorée                                     |
| Maison dite de l'Avocat Dermine                                                | 1920 Marcel Depelsenaire Jules Laurent             | Boulevard Audent n°42                   | Charleroi             | 50° 24′ 33″ nord, 4° 26′ 47″ est | 52011-CLT-0054-01   | Maison dite de l'Avocat Dermine                  |
| Immeuble dit Piano de Heug                                                     | 1933 Marcel Leborgne                               | Quai Arthur Rimbaud n°5                 | Charleroi             | 50° 24′ 22″ nord, 4° 26′ 24″ est | 52011-CLT-0055-01   | Piano De Heug                                    |
| Maison des médecins                                                            | 1908 François Giuannotte (attribution)             | Rue Bernus, n°40.                       | Charleroi             | 50° 24′ 54″ nord, 4° 26′ 59″ est | 52011-CLT-0056-01   | Maison des médecins                              |
| Brasserie des Alliés                                                           | 1937-1938 René Dubois                              | Route de Mons n°38                      | Marchienne-au-Pont    | 50° 24′ 36″ nord, 4° 23′ 32″ est | 52011-CLT-0057-01   | Brasserie des Alliés                             |
| Centre civique et la maison du chef d'école                                    | fin XIXe siècle                                    | Rue Massau n° 2-4                       | Gosselies             | 50° 27′ 55″ nord, 4° 25′ 41″ est | 52011-CLT-0061-01   | Centre civique                                   |
| Maison Bertinchamps                                                            | 1926 Marcel Depelsenaire Jules Laurent             | Rue Clément Lyon n° 29-31               | Charleroi             | 50° 24′ 58″ nord, 4° 26′ 45″ est | 52011-CLT-0064-01   | Maison "Bertinchamps"                            |
| Tour de l'ancien château de Gosselies                                          |                                                    | Place des Martyrs                       | Gosselies             | 50° 27′ 55″ nord, 4° 25′ 43″ est | 52011-CLT-0066-01   | Tour de l'ancien château                         |
| Villa "Darville"                                                               | 1935 Marcel Leborgne                               | Rue de Bomerée 132, Mont-sur-Marchienne | Mont-sur-Marchienne   | 50° 22′ 24″ nord, 4° 23′ 55″ est | 52011-CLT-0069-01   | Villa "Darville"                                 |
| Hôtel de Ville                                                                 | 1936 Jules Cézar Joseph André                      | Place Vauban                            | Charleroi             | 50° 24′ 43″ nord, 4° 26′ 37″ est | 52011-CLT-0070-01   | Hôtel de Ville                                   |
| Amicale Solvay                                                                 | 1937-1938 Éléazar Cozac                            | Rue de Châtelet 442                     | Couillet              | 50° 23′ 33″ nord, 4° 28′ 40″ est | 52011-CLT-0071-01   | Amicale Solvay                                   |
| Bâtiments de l'Université du Travail Paul Pastur                               | 1907 et 1911 Dumont (1907) Gabriel Devreux (1911)  | Boulevard Solvay                        | Charleroi             | 50° 25′ 01″ nord, 4° 26′ 46″ est | 52011-CLT-0072-01   | Bâtiments de l'Université du Travail Paul Pastur |
| Orgue de l'église Saint-Basile                                                 | 1906 Théophile Delmotte et Fils                    |                                         | Couillet              | 50° 23′ 29″ nord, 4° 28′ 07″ est | 52011-CLT-0075-01   | Orgue de l'église Saint-Basile                   |
| Résidence Albert                                                               | 1938 Marcel Leborgne                               | Avenue Meurée n° 97-99                  | Marcinelle            | 50° 24′ 11″ nord, 4° 26′ 40″ est | 52011-CLT-0076-01   | Résidence Albert                                 |
| Les façades et toitures des habitations                                        |                                                    | Rue Léon Bernus n° 28 à 56 et 23 à 55   | Charleroi             | 50° 24′ 56″ nord, 4° 27′ 02″ est | 52011-CLT-0077-01   | Les façades et toitures des habitations          |
| Maison du bailli à Charleroi : façades et toitures                             | 1780                                               | Rue de Turenne n°4                      | Charleroi             | 50° 24′ 42″ nord, 4° 26′ 37″ est | 52011-CLT-0078-01   | Maison du bailli                                 |
| Cité de l'Enfance                                                              | 1938 Marcel Leborgne Victor Bourgeois              | Avenue Mascaux                          | Marcinelle            | 50° 22′ 55″ nord, 4° 25′ 29″ est | 52011-CLT-0111-01   | Cité de l'Enfance                                |
| Maison Gaspar-Thibaut                                                          | vers 1900 Oscar Van de Voorde                      | Rue Theys 16                            | Gosselies             | 50° 27′ 50″ nord, 4° 25′ 46″ est | 52011-CLT-0102-01   | Maison Gaspar-Thibaut                            |

Monument de Charleroi repris dans la liste du patrimoine immobilier exceptionnel de la Région wallonne.
| Objet                                                                        | Année de construction / Architecte | Adresse          | Section communale | Coordonnées                      | Numéro d’inventaire | Illustration                      |
| ---------------------------------------------------------------------------- | ---------------------------------- | ---------------- | ----------------- | -------------------------------- | ------------------- | --------------------------------- |
| Hôtel de ville de Charleroi                                                  | 1936 Jules Cézar Joseph André      | Place Vauban     | Charleroi         | 50° 24′ 43″ nord, 4° 26′ 37″ est | 52011-PEX-0001-02   | Hôtel de Ville                    |
| Charbonnage du Bois du Cazier                                                |                                    | Rue du Cazier    | Marcinelle        | 50° 22′ 54″ nord, 4° 26′ 39″ est | 52011-PEX-0003-01   | Charbonnage du Bois du Cazier     |
| Le hall d'honneur du bâtiment Gramme de l'Université du Travail Paul Pastur. | 1907 Albert Dumont                 | Boulevard Solvay | Charleroi         | 50° 22′ 54″ nord, 4° 26′ 39″ est | 52011-PEX-0004-01   | Hall d'honneur du bâtiment Gramme |